# Angela Moroșanu

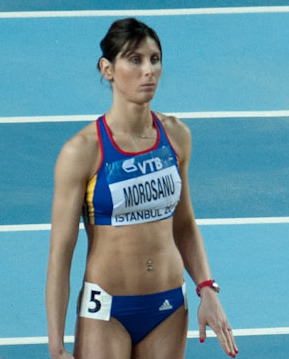
La CM în sală din 2012

Angela Moroșanu (n. 26 iulie 1986, Iași, România) este o fostă atletă română, alergătoare în probe de distanță scurtă și în alergări cu garduri. A alergat frecvent în curse de ștafetă 4x400 metri la diverse concursuri atletice internaționale pentru echipa României.

## Carieră
Fiind foarte înaltă, Angela Moroșanu a fost descoperită în clasa a VIII-a la Belcești de către Ștefan Albu, fost vicecampion balcanic la atletism. La Campionatul Mondial de Juniori din 2002 a ocupat locul 6 cu ștafeta României de 4×400 m. La Festivalul Olimpic al Tineretului European din 2003 a cucerit medalia de argint la 400 m. Anul următor, ștafeta României (Angela Moroșanu, Alina Rîpanu, Maria Rus, Ionela Târlea) a câștigat medalia de bronz la Campionatul Mondial în sală de la Budapesta, stabilind un nou record național în sală cu un timp de 3:30,06 min. Tot în 2004 a participat la Jocurile Olimpice de la Atena unde această ștafetă de 4x400 m a ajuns pe locul 6. La Campionatul European de Juniori din 2005 Angela Moroșanu a cucerit medalia de bronz atât la 200 m cât și la 400 m.
La Campionatul European din 2006 sportiva s-a clasat pe locul 8 la 200 m. Anul următor, a ocupat locul 4 la 400 m la Campionatul European în sală și la Campionatul European de Tineret a câștigat aurul la 400 m garduri. În 2008 a participat la Jocurile Olimpice  de la Beijing dar nu a reușit să se califice în finală. La Campionatul Mondial din 2009 a ocupat locul 8. În anul 2010 a ocupat locul 5 la Campionatul European de la Barcelona la 400 garduri și locul 6 la cu ștafeta de 4×400 m a României.
La Campionatul Mondial în sală din 2012 de la Istanbul ștafeta României (Angela Moroșanu, Alina Panainte, Adelina Pastor, Mirela Lavric) a cucerit medalia de bronz. Inițial româncele au fost pe locul 4 dar rusoaica Iulia Gușcina a fost prinsă dopată. În același an Angela Moroșanu a participat la Jocurile Olimpice de la Londra. În 2013 atleta a fost operată la coloana vertebrală și în ultimii ani ai carierei sale a practicat săritura în lungime.
A primit titlurile de Maestră a Sportului și Maestră Emerită a Sportului. În 2004 ea a fost decorată cu Medalia „Meritul Sportiv” clasa I.

## Realizări
| An   | Competiție                                 | Locație    | Loc | Eveniment     | Note    |
| ---- | ------------------------------------------ | ---------- | --- | ------------- | ------- |
| 2002 | Campionatul Mondial de Juniori (sub 20)    | Kingston   | 6   | 4 x 400 m     | 3:39,95 |
| 2003 | Campionatul Mondial de Juniori (sub 18)    | Sherbrooke | 18  | 200 m         | 24,68   |
| 2003 | Campionatul Mondial de Juniori (sub 18)    | Sherbrooke | –   | ștafetă mixtă | DS      |
| 2003 | Festivalul Olimpic al Tineretului European | Paris      | 2   | 400 m         | 54,11   |
| 2004 | Campionatul Mondial în sală                | Budapesta  | 3   | 4 x 400 m     | 3:30,06 |
| 2004 | Campionatul Mondial de Juniori (sub 20)    | Grosseto   | 8   | 400 m garduri | 1:03,10 |
| 2004 | Campionatul Mondial de Juniori (sub 20)    | Grosseto   | 7   | 4 x 400 m     | 3:35,51 |
| 2004 | Jocurile Olimpice                          | Atena      | 6   | 4 x 400 m     | 3:26,81 |
| 2005 | Campionatul European în sală               | Madrid     | 8   | 200 m         | 23,63   |
| 2005 | Campionatul European de Juniori (sub 20)   | Kaunas     | 3   | 200 m         | 23,71   |
| 2005 | Campionatul European de Juniori (sub 20)   | Kaunas     | 3   | 400 m         | 53,48   |
| 2005 | Campionatul European de Juniori (sub 20)   | Kaunas     | 8   | 4 x 400 m     | NT      |
| 2005 | Campionatul Mondial                        | Helsinki   | 10  | 4 x 400 m     | 3:30,97 |
| 2006 | Campionatul Mondial în sală                | Moscova    | 11  | 60 m          | 7,33    |
| 2006 | Campionatul Mondial în sală                | Moscova    | 10  | 400 m         | 52,57   |
| 2006 | Campionatul European                       | Göteborg   | 8   | 200 m         | 23,66   |
| 2006 | Campionatul European                       | Göteborg   | 16  | 400 m garduri | 57,78   |
| 2007 | Campionatul European în sală               | Birmingham | 4   | 400 m         | 51,93   |
| 2007 | Campionatul European de Tineret (sub 23)   | Debrețin   | 1   | 400 m garduri | 54,50   |
| 2007 | Campionatul European de Tineret (sub 23)   | Debrețin   | 5   | 4 x 400 m     | 3:35,82 |
| 2008 | Campionatul Mondial în sală                | Valencia   | 5   | 400 m         | 53,07   |
| 2008 | Campionatul Mondial în sală                | Valencia   | 5   | 4 x 400 m     | 3:36,79 |
| 2008 | Jocurile Olimpice                          | Beijing    | 16  | 400 m garduri | 57,67   |
| 2009 | Campionatul European în sală               | Torino     | 14  | 60 m          | 7,42    |
| 2009 | Campionatul European în sală               | Torino     | 22  | 60 m garduri  | 8,35    |
| 2009 | Campionatul Mondial                        | Berlin     | 8   | 400 m garduri | 55,04   |
| 2010 | Campionatul European                       | Barcelona  | 5   | 400 m garduri | 54,58   |
| 2010 | Campionatul European                       | Barcelona  | 6   | 4 x 400 m     | 3:29,75 |
| 2012 | Campionatul Mondial în sală                | Istanbul   | 14  | 60 m garduri  | 8,24    |
| 2012 | Campionatul Mondial în sală                | Istanbul   | 3   | 4 x 400 m     | 3:33,41 |
| 2012 | Campionatul European                       | Helsinki   | 15  | 400 m garduri | 58,96   |
| 2012 | Campionatul European                       | Helsinki   | 7   | 4 x 400 m     | 3:29,80 |
| 2012 | Jocurile Olimpice                          | Londra     | 21  | 400 m garduri | 56,64   |
| 2013 | Campionatul European în sală               | Göteborg   | 11  | 400 m         | DS      |
| 2014 | Campionatul European                       | Zürich     | 20  | 400 m garduri | 58,11   |
| 2014 | Campionatul European                       | Zürich     | 9   | 4 x 400 m     | 3:33,84 |
| 2017 | Campionatul European în sală               | Belgrad    | 16  | lungime       | 5,98    |
| 2017 | Campionatul Mondial                        | Londra     | 27  | lungime       | 5,92    |
| 2018 | Campionatul European                       | Berlin     | 14  | lungime       | 6,55    |

## Recorduri personale
| Probă                       | Performanță    | Dată              | Locație    |
| --------------------------- | -------------- | ----------------- | ---------- |
| 100 m                       | 11,47 s        | 18 iunie 2005     | Florența   |
| 200 m                       | 22,91 s        | 29 iunie 2006     | Málaga     |
| 400 m                       | 52,48 s        | 2 iulie 2005      | București  |
| 400 m garduri               | 53,85 s        | 18 mai 2013       | Shanghai   |
| săritură în lungime         | 6,66 m         | 8 iulie 2017      | Pitești    |
| 4 x 100 m                   | 44,35 s        | 18 iunie 2005     | Florența   |
| 4 x 400 m                   | 3:26,81 min    | 28 august 2004    | Atena      |
| 60 m în sală                | 7,30 s RN20    | 12 februarie 2005 | București  |
| 200 m în sală               | 23,63 s        | 5 martie 2005     | Madrid     |
| 400 m în sală               | 51,93 s        | 3 martie 2007     | Birmingham |
| 60 m garduri în sală        | 6,56 s         | 25 februarie 2012 | București  |
| săritură în lungime în sală | 6,74 m         | 19 februarie 2017 | București  |
| 4 x 400 m în sală           | 3:30,06 min RN | 7 martie 2004     | Budapesta  |